# Songs from Suicide Bridge
Songs from Suicide Bridge es un álbum de Eric Caboor y David Kauffman, autoeditado en su sello privado Donkey Soul Music en 1984. El dúo grabó el álbum en la casa de la infancia de Caboor en Burbank, California, desde un cobertizo de herramientas reutilizado y utilizando una grabadora de cuatro pistas. Un álbum de folk rock, los críticos han destacado sus letras oscuras, su tempo lento y su instrumentación sobrante.
Caboor y Kauffman grabaron 13 canciones para el álbum, pero se vieron obligados a reducir la selección final a sólo 10 canciones, debido a las limitaciones de duración del formato LP. Sólo se imprimieron 500 LP y, a pesar de comprarlo en varias estaciones de radio universitarias y convencionales, el álbum se vendió mal y languideció en la oscuridad durante varias décadas. En 2015, Light in the Attic Records reeditó Songs from Suicide Bridge. Desde entonces ha recibido críticas muy positivas; los críticos consideran que el álbum tiene un sonido adelantado a su tiempo, prefigurando el género slowcore en casi una década.

## Antecedentes y grabación

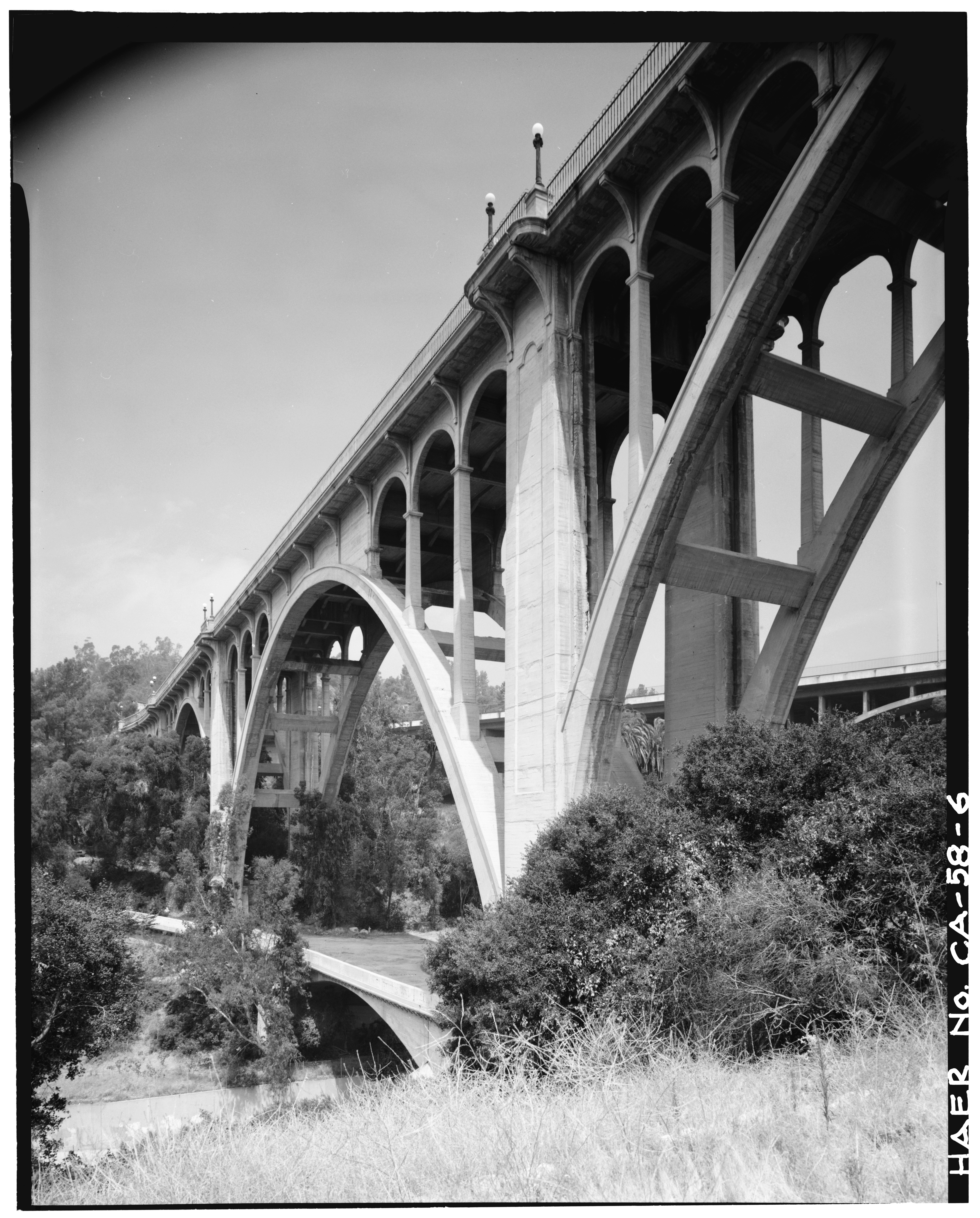
El puente de Colorado Street en Pasadena, California, fotografiado en 1988. El puente da nombre al álbum y también aparece en la portada.

Eric Caboor y David Kauffman eran músicos de la escena folk rock de las cafeterías locales cuando se conocieron en la cafetería Basement en el barrio Echo Park de Los Ángeles en octubre de 1981. Caboor había vivido toda su vida en Los Ángeles, mientras que Kauffman se había mudado allí desde Nueva Jersey en octubre de 1978 para seguir una carrera como compositor. Este último vivía en un apartamento en North Sycamore Avenue y Hollywood Boulevard, y trabajaba como camarero en el cercano Hamburger Hamlet, frente al Mann's Chinese Theatre. Antes de mudarse, se especializó en educación musical en Nueva Jersey a mediados de la década de 1970. Mientras tanto, Caboor vivía en la casa de su infancia en Burbank, donde su padre había construido un cobertizo para herramientas en el patio trasero que también servía como espacio de ensayo y estudio de grabación improvisado para Eric. Kauffman quedó impresionado por las habilidades para escribir canciones de Caboor; Los dos se conocieron más tarde fuera del trabajo, donde hablaron sobre actuar como dúo. Pasaron más de un año desarrollando una lista de canciones para la gira. A finales de 1982, discutieron grabar un disco con canciones de su repertorio.
El álbum está marcado por letras predominantemente depresivas, tempo lento, instrumentación sobrante y producción lo-fi, con canciones escritas por Caboor y Kauffman. Según Kauffman, tanto él como Caboor eran naturalmente introvertidos y pensativos, lo que llevó al tema oscuro de sus canciones. También se citó la desilusión por intentar entrar en la escena del folk rock de Los Ángeles y en la industria musical en general. Un importante punto de inflexión en su carrera se produjo después de que el dúo vio a Danny O'Keefe actuar en McCabe's en Santa Mónica en 1983. El dúo quedó asombrado por su virtuosidad pero desanimado por su relativa oscuridad en ese momento. Kauffman dijo: «Después del espectáculo, nos sentíamos deprimidos y hablábamos de ello, y todavía recuerdo haber mirado a mi novia en busca de algún tipo de alivio, y ella no tenía nada para nosotros. Eso me impresionó aún más lo bueno que era. Así que fue una mala noche para nosotros». Aunque se sintieron derrotados por el programa y, como resultado, actuaron mucho menos en vivo, todavía confiaban en sus habilidades como acto de estudio y querían preservar su composición en forma de LP.
El álbum fue grabado en el cobertizo de herramientas reformado de aproximadamente 180 pies cuadrados de Caboor, que tenía una grabadora de cuatro pistas en su interior. El dúo grabó 13 canciones para el álbum, pero se vio obligado a reducir la selección final a sólo 10 canciones, debido a las limitaciones de duración del formato LP. El álbum se grabó con un presupuesto ajustado y la mayor parte del gasto se destinó a imprimir la tirada inicial de 500 LP, lo que les costó 3000 dólares en ahorros personales. Kauffman reflexionó: «Lo que realmente nos salvó es que no estábamos gastando dinero en un estudio. Eso fue lo que nos salvó porque podíamos hacer una toma tras otra y no preocuparnos por cuánto tiempo duraría».
Songs from Suicide Bridge recibe su nombre del Colorado Street Bridge en Pasadena, un histórico puente de arco que cruza el Arroyo Seco y que también es un destino suicida. El álbum casi se tituló Greetings from Suicide Bridge. La idea de este motivo surgió de Caboor, que conocía la existencia del puente. Hizo que su amigo Albert Dobrovitz tomara varias fotografías en blanco y negro del dúo parado en el puente de Colorado Street, una de las cuales adorna la portada. El dúo nombró a su sello discográfico Donkey Soul Music, una corrupción de Donkey's Hole, en sí mismo un juego de palabras con el nombre original previsto de Asshole Records.

## Lanzamiento
Songs from Suicide Bridge se lanzó en junio de 1984. De los 500 LP impresos, varios se enviaron a estaciones de radio locales y remotas, tanto convencionales como universitarias. Aunque ninguna estación de radio local expresó interés en Songs from Suicide Bridge, el dúo encontró cierta difusión en Nueva Escocia y Alaska, lo que Kauffman consideró apropiado dados sus ambientes desolados y fríos. Entre entonces y la década de 2000, el álbum languideció en la oscuridad. Sin embargo, Caboor y Kauffman continuarían actuando en Los Ángeles, rebautizándose como Drovers a fines de la década de 1980 y lanzando dos álbumes más a través de Donkey Soul: Beyond the Blue (1989) y Tightrope Town (1992). Kauffman finalmente regresó a Nueva Jersey en 2001 para ayudar a su anciano padre, mientras Caboor formó una familia con su esposa.
En algún momento de la década de 2000, el álbum tuvo una reedición limitada en CD en Corea del Sur. En marzo de 2015, Light in the Attic Records anunció que estaban reeditando una versión remasterizada de Songs from Suicide Bridge extraídas de las cintas maestras, celebrando su 30 aniversario. Fue lanzado en mayo de 2015 como un conjunto de dos LP y un CD. La reedición incluye extensas notas con una entrevista con los artistas y fotografías inéditas del dúo.

## Recepción
En su relanzamiento de 2015, el álbum recibió elogios de los críticos musicales, y algunos consideraron que tenía un sonido adelantado a su tiempo. Stephen M. Deusner de Pitchfork, escribió que el álbum «no suena como un producto de los hedonistas años 80. En cambio, parece predecir la terrible introspección de los años 90». Destacó que «Angel of Mercy» presentaba un tipo de letras inquietantes que no se volverían populares hasta casi una década después, con el surgimiento de Nirvana y Nine Inch Nails. Matt Jarosinski de WSUM escribió que el álbum prefiguró el género slowcore, «con sus interpretaciones íntimas y letras que comparten cierto parecido con bandas fundamentales dentro del género como Red House Painters o American Music Club». Paul Bowler de Record Collector, descubrió que la producción raída del álbum «brinda un ambiente de baja fidelidad bienvenido al conjunto de viñetas escasas y inquietantemente hermosas de la soledad urbana», y escribió que el álbum sonaba «notablemente contemporáneo» con el indie folk de la década de 2010. Kieron Tyler de The Arts Desk escribió: «Apenas lanzado en 1984, es tan bueno como James Taylor en su forma más desnuda y tan evocador como Elliott Smith. El álbum suena como si pudiera haber sido grabado en cualquier punto entre 1967 y ahora».
Laura Barton de The Guardian calificó el álbum como uno de sus álbumes favoritos de 2015. Destacó el tema inicial, «Kiss Another Day Goodbye», que captura «precisamente el momento en el que el sueño de California cambia y la tierra parece solitaria y árida». Caitlin White de Stereogum escribió: «Estas no son canciones deprimentes, son los espectros viciosos, vivos y respirables de la depresión misma». Alastair McKay de Uncut le dio una puntuación casi perfecta, calificándolo de «disco extraordinario«de «gente perdedora de la prensa privada». Hugh Dellar de Shindig! escribió que el álbum «comienza sombrío y luego avanza hacia el tipo de silencio absoluto que casi borra su propio ser». Scott D. Wilkinson de The Attic escribió: «Si bien algunas de las canciones se prolongan demasiado para su propio bien, Songs from Suicide Bridge tiene una cantidad suficiente de momentos convincentes para describirlo como una experiencia auditiva que vale la pena y un álbum que solo podría han surgido de Los Ángeles de principios de los años 1980 y sus alrededores».

## Listado de pistas

### LP original de 1984
| Lado uno |                               |          |  |
| N.º      | Título                        | Duración |  |
| 1.       | «Kiss Another Day Goodbye»    | 4:48     |  |
| 2.       | «Neighborhood Blues»          | 4:00     |  |
| 3.       | «Life Without Love»           | 5:11     |  |
| 4.       | «Angel of Mercy»              | 4:57     |  |
| 5.       | «Life and Times on the Beach» | 7:55     |  |

| Lado dos |                                   |          |  |
| N.º      | Título                            | Duración |  |
| 6.       | «Backwoods»                       | 8:09     |  |
| 7.       | «Midnight Willie»                 | 6:54     |  |
| 8.       | «Where's the Understanding?»      | 2:09     |  |
| 9.       | «Tinsel Town»                     | 5:42     |  |
| 10.      | «One More Day (You'll Fly Again)» | 4:22     |  |
| 54:07    |                                   |          |  |

### Reedición doble LP de 2015
| Lado uno |                            |          |  |
| N.º      | Título                     | Duración |  |
| 1.       | «Kiss Another Day Goodbye» | 4:53     |  |
| 2.       | «Neighborhood Blues»       | 4:01     |  |
| 3.       | «Life Without Love»        | 5:16     |  |

| Lado dos |                               |          |  |
| N.º      | Título                        | Duración |  |
| 4.       | «Angel of Mercy»              |          |  |
| 5.       | «Life and Times on the Beach» | 8:02     |  |

| Lado tres |                              |          |  |
| N.º       | Título                       | Duración |  |
| 6.        | «Backwoods»                  | 8:14     |  |
| 7.        | «Midnight Willie»            | 6:54     |  |
| 8.        | «Where's the Understanding?» | 2:09     |  |

| Lado cuatro |                                   |          |  |
| N.º         | Título                            | Duración |  |
| 9.          | «Tinsel Town»                     | 5:42     |  |
| 10.         | «One More Day (You'll Fly Again)» | 4:34     |  |
| 54:48       |                                   |          |  |

## Personal
De las notas de la reedición de Light in the Attic de 2015:
- Eric Caboor – guitarra acústica, guitarra eléctrica, slide guitar, steel guitar, mandolina, dulcémele, voz, producción
- David Kauffman – guitarra acústica, piano, bajo, voz, producción